# Bandera de les Bermudes
La bandera oficial de les Bermudes es va adoptar el 4 d'octubre de 1910. És un model basat en el pavelló vermell britànic, el qual incorpora la Union Jack al quarter superior esquerre i l'escut d'armes de les Bermudes al centre de la meitat del vol.
L'escut està format per un lleó amb els peus sobre un camp d'herba, el qual sosté un escut amb la imatge d'un naufragi contra una roca.
Es tracta d'un model de bandera inusual per a un territori britànic d'ultramar, ja que la majoria d'aquests territoris tenen un model inspirat en el pavelló blau britànic.

Estandard del Governador de les Bermudes.
Pavelló blau del govern de les Bermudes.